# Kara Lang
Kara Elise Lang (22 de outubro de 1986) é uma comentarista esportiva e ex-futebolista canadense que atua como atacante.

## Carreira
Kara Lang representou a Seleção Canadense de Futebol Feminino nas Olimpíadas de 2008.